# Bódhiszattvák listája

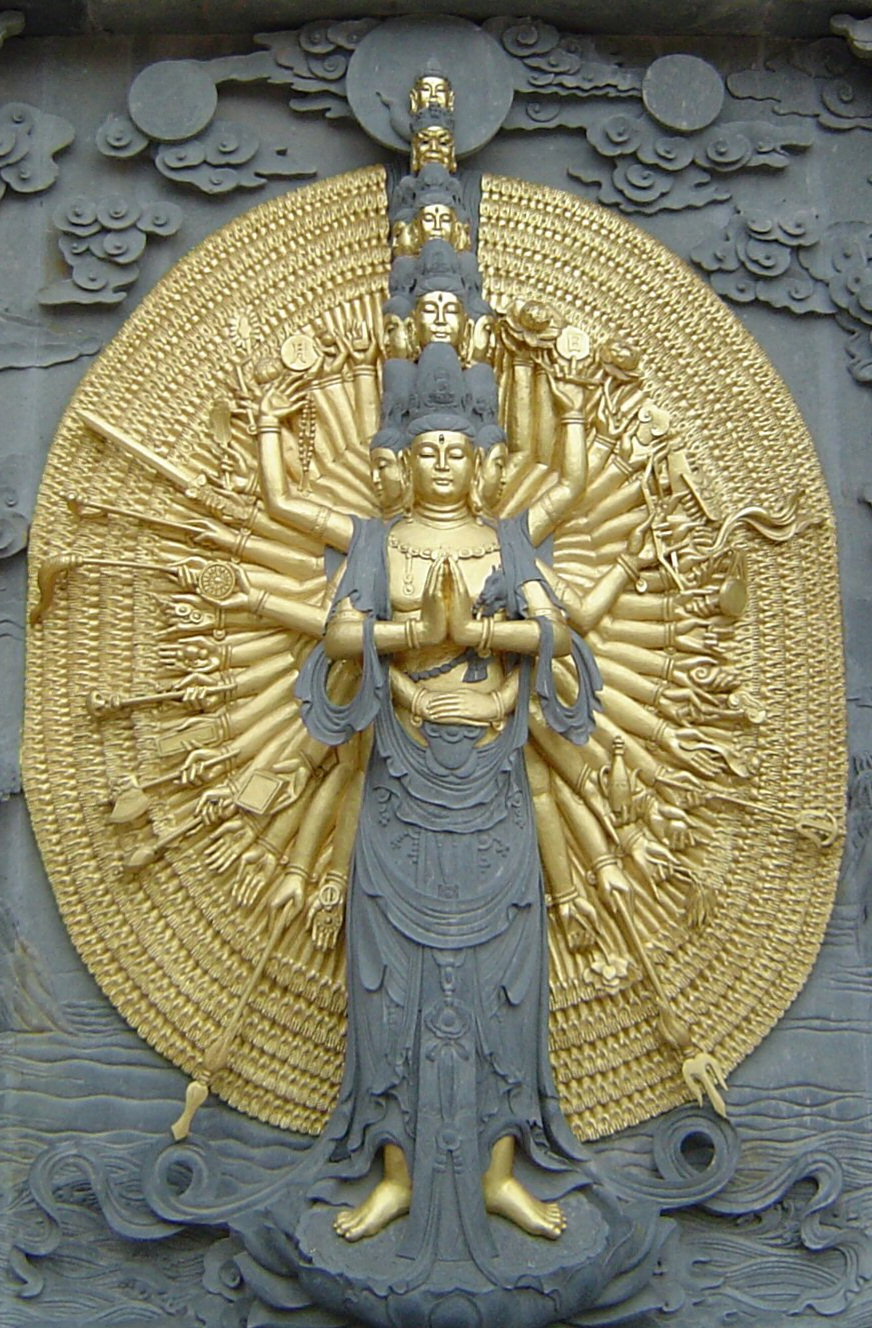
Avalókitésvara bódhiszattva megjelenítése a kínai Csiuhua-hegyen - Anhuj tartomány

A bódhiszattva (kínai: 菩薩 pú sà, japán: boszacu) a mahájána és a théraváda buddhizmusban az a személy, aki elhatározta, hogy eléri a buddhaság szintjét. A szanszkrit kifejezés szó szerinti jelentése "megvilágosodott (bodhi) lény (szattva)".
A théraváda buddhizmusban csupán 24 bódhiszattva van.

## Bódhiszattvák
Bódhiszattvák részleges listája, akiket tisztelnek Indiában, Mongóliában, Tibetben, Japánban és a kínai hagyományokban:
- Ákásagarbha

(kínai: 虛空藏, Xūkōngzàng, koreai: Hogongdzsang, japán: Kokúzó, vietnámi: Hư Không Tạng) A megszámlálhatatlan érző lényen való segítség által létrejött végtelen boldogság bodhiszattvája.
- Avalókitésvara

(kínai: 觀音, Guanyin, koreai: Kvanum, japán: Kannon, tibeti: Csenrezig, vietnámi: Quán Thế Âm) Az együttérzés bódhiszattvája, a világ siralmának meghallója, aki ügyesen van mások segítségére. A mahájána buddhizmus legáltalánosabban elfogadott bódhiszattvája. Kelet-Ázsiában Kuanjinként, Tibetben Csenrezigként, Mongóliában Migdzsid Dzsanraiszig néven ismerik.
- Ksitigarbha

(kínai: 地藏, Dìzáng, koreai: Csidzsang, japán: Dzsizó, tibeti: Szai Nyingpo, vietnámi: 'Địa Tạng).  A pokollakók bódhiszattvája és a nagy fogadalmak bódhiszattvája.
- Mahászthámaprápta

(kínai: 大勢至, Dashìzhì, koreai: Teszedzsi, japán: Daiszeisi, vietnámi: Đại Thế Chí) A bölcsesség erejének megtestesítője, akit a Tiszta Föld buddhizmusban Amitábha Buddha bal oldalán ábrázolják.
- Maitréja

(kínai: 彌勒, Mílè, koreai: Miruk, japán: Miroku, vietnámi: Di Lạc) A bódhiszattva, aki újjászületése után a Gautama Buddha utáni korszak Buddhája lesz.
- Mandzsusrí

(kínai: 文殊, Wénshū, koreai: Munszu, japán: Mondzsu, tibeti: Dzsampeljang, vietnámi: Văn Thù)
Az éberség és a bölcsesség bódhiszattvája.
- Nágárdzsuna

(kínai: 龍樹, Long Shu, vietnámi: Long Thọ) A madhjamaka (középút) irányzat alapítója.
- Nio

Buddha két erős védelmezője. Japánban és Koreában sok buddhista templom bejáratát őrzik - ijesztő, birkózó-szerű szobrok. Ezek Vadzsrapani bódhiszattva megtestesülései.
- Padmaszambhava

(kínai: 蓮華生上師,  Lianhuasheng Shang Shi, tibeti: Pemadzsungne vagy Guru Rinpocse) Leginkább a  tibeti és bhutáni buddhizmushoz köthető. A nyingma iskola Padmaszambhavát második Buddhának tekinti.
- Szamantabhadra

(kínai: 普賢, Pǔxián, koreai: Pohjon, japán: Fugen, tibeti: Küntu Zangpo, vietnámi: Phổ Hiền) Minden Buddha gyakorlatának és meditációjának ábrázolója.
- Szangharama

(kínai: 伽藍, Qie Lan, vietnámi: Già Lam) Csupán a kínai buddhizmusban és a taoizmusban imádják.
- Santidéva

8. századi tudós, aki írt a különböző bódhiszattvákról.
- Szitatapatra

A fehér ernyő istennője, a természetfeletti veszélyek elleni védelmező.
- Szkanda

(kínai: 韋馱, Wei Tuo) Haragos isten, a dharma védelmezője. Elsősorban a kínai buddhizmusban tisztelik. 
- Szupuspacsandra

Sántideva művében, az Útmutató a Bódhiszattva életmódhoz című műben említik.
- Szurjavairócsana

(kínai: 日光, Ri Guang, koreai: Il Guang, japán: Nikkō) Bhaisadzsjaguru Buddha szolgája. 
- Tárá

(kínai: 度母, Du Mu) Női bódhiszattva, vagy több bódhiszattva a tibeti buddhizmusban. A munka sikerének és a teljesítmény bódhiszattvája, egyben Avalókitésvara egyik megtestesülése.
- Vadzsrapáni

(kínai: 金剛手, Jīngāngshǒu, koreai: Kumkangszu, japán: Kongósu, tibeti: Csanna Dordzse, vietnámi: Kim cương thủ) A mahájána egyik korai bódhiszattvája, Buddha és földi bódhiszattvák legfőbb védelmezője.
- Vaszudhara

A bőség és termékenység bódhiszattvája. Népszerű Nepálban.